# Schizostachyum textorium
Schizostachyum textorium är en gräsart som först beskrevs av Francisco Manuel Blanco, och fick sitt nu gällande namn av Elmer Drew Merrill. Schizostachyum textorium ingår i släktet Schizostachyum och familjen gräs. Inga underarter finns listade i Catalogue of Life.